# Le Tilleul-Othon

Le Tilleul-Othon este o comună în departamentul Eure, Franța. În 1 ianuarie 2018 avea o populație de 363 de locuitori.